# Le Cavalier polonais
Le Cavalier polonais est une peinture à l'huile sur toile peint par Rembrandt en 1655. Elle est conservée à The Frick Collection à New York. 
Lorsque le tableau est vendu par Zdzisław Tarnowski à Henry Clay Frick en 1910, il y a consensus sur le fait que l'œuvre est du peintre hollandais Rembrandt. Cette attribution a depuis été contestée, certains l'attribuant à son élève Willem Drost, bien que ceux qui la contestent restent minoritaires. 
Il y a également eu débat sur la question de savoir si la peinture était destinée à être le portrait d'une personne particulière, vivante ou historique, et si oui de qui, ou sinon, ce qu'elle représentait. La qualité de la peinture et son léger air de mystère sont communément reconnus,  bien que certaines parties de l'arrière-plan soient très sommairement peintes ou inachevées. 

## Attribution à Rembrandt
Le premier historien de l'art occidental à discuter de la peinture est Wilhelm von Bode qui, dans son Histoire de la peinture hollandaise (1883), déclare qu'il s'agit d'un Rembrandt datant de sa période « tardive », c'est-à-dire 1654. Un peu plus tard, Abraham Bredius examine la peinture de très près et n'a aucun doute sur le fait que son auteur est Rembrandt. Au début du XXe siècle, Alfred von Wurzbach suggère que l'élève de Rembrandt, Arent de Gelder, pourrait en être l'auteur, mais son opinion est généralement ignorée. Pendant la majeure partie du XXe siècle, un accord général existe sur le fait que la peinture est de Rembrandt et même Julius S. Held, qui à un moment donné a remis en question son lien avec la Pologne, ne doute jamais de la paternité de Rembrandt. Cependant, en 1984, Josua Bruyn, alors membre du Rembrandt Research Project (RRP) suggère timidement que certaines caractéristiques de l'œuvre de Willem Drost, un autre élève de Rembrandt, pouvaient être observées dans la peinture. Bien que l'expression mystérieuse et quelque peu solennelle sur le visage brillamment peint du cavalier désigne Rembrandt, Le Cavalier polonais est différent des autres ouvrages de Rembrandt à certains égards. En particulier, Rembrandt a rarement travaillé sur des peintures équestres, le seul autre portrait équestre connu dans son œuvre étant le Portrait de Frederick Rihel à cheval (1663, National Gallery, Londres). 
L'avis de Bruyn est resté une opinion minoritaire, la suggestion de la paternité de Drost est maintenant généralement rejetée. Le Frick lui-même n'a jamais changé sa propre attribution, l'étiquette disant toujours « Rembrandt » et non « attribué à » ou « école de ». Plus récemment, Simon Schama dans son livre de 1999 Rembrandt's Eyes, et le chercheur Ernst van de Wetering, président du Rembrandt Research Project (Melbourne Symposium, 1997), plaident tous deux pour l'attribution au maître. Les quelques chercheurs qui remettent encore en question la paternité de Rembrandt estiment que l'exécution est inégale et favorisent différentes attributions pour différentes parties de l'œuvre. Une étude de 1998 publiée par la RRP conclut que la main d'un autre artiste, en plus de celle de Rembrandt, est impliquée dans l'œuvre. Rembrandt a peut-être commencé le tableau dans les années 1650, mais l'a peut-être laissé inachevé, et il a peut-être été achevé par quelqu'un d'autre.

## Sujet
Diverses théories existent sur l'identité du personnage idéalisé et impénétrable, comme le portrait de Marcjan Aleksander Ogiński de la famille polono-lituanienne Ogiński, comme l'affirment les propriétaires du tableau au XVIIIe siècle, ou Jonasz Szlichtyng, théologien protestant polonais. D'autres pensent que la tenue du cavalier, les armes et même la race de cheval sont toutes polonaises. Les portraits équestres hollandais sont peu fréquents au XVIIe siècle et montrent traditionnellement un cavalier habillé à la mode sur un fougueux cheval de race, comme dans le Portrait de Frederick Rihel à cheval de Rembrandt.
Des personnages historiques ont également été suggérés, allant de David (roi d'Israël) au fils prodigue et au guerrier mongol Tamerlan, au héros médiéval néerlandais Gijsbrecht IV d'Amstel (nl). Un « soldat du Christ », une représentation idéaliste d'un soldat à cheval défendant l'Europe de l'Est contre les Turcs, ou simplement un soldat étranger ont aussi été suggérés. Le jeune cavalier apparaît aussi souvent comme face à un danger non identifié dans un paysage montagneux dénudé qui contient un bâtiment mystérieux, de l'eau sombre et au loin les restes d'un incendie.
Dans une lettre de 1793 au roi Stanislas II de la république des Deux Nations, le propriétaire du tableau Michał Kazimierz Ogiński identifie le cavalier comme un « cosaque à cheval ». Le roi reconnaît le sujet comme un membre de l'unité militaire irrégulière connue comme Lisowczyk, une unité irrégulière de la cavalerie légère polono-lituanienne du début du XVIIe siècle. En 1883, Wilhelm Bode, expert en peinture hollandaise, décrit le cavalier comme un magnat polonais en costume national. En 1944, l'historien de l'art américain Julius S. Held conteste l'affirmation selon laquelle le sujet est polonais et suggère que le costume du cavalier pourrait être magyar. Deux historiens polonais ont suggéré en 1912 que le modèle du portrait était le fils de Rembrandt, Titus van Rijn.

## Histoire
Le tableau a appartenu successivement à :
- 1791 : Michał Kazimierz Ogiński, grand hetman de Lituanie.
- 1793 : Stanislas II, roi de  Pologne, Varsovie.
- 1795 : palais de marbre de Saint Petersbourg, dernière résidence de Stanislas après sa destitution.
- 1813 : comtesse Teresa Tyszkiewicz.
- 1814 : prince Ksawery Drucki-Lubecki.
- 1815 : comte Hieronim Stroynowski.
- sénateur Walerian Stroynowski.
- 1834 : comtesse Waleria Tarnowska née Stroynowska, de Dzików (Basse-Silésie).
- 1910 : Henry Clay Frick, qui lègue l'œuvre à  sa mort en 1919 à la ville de New York ; elle intègre la Frick Collection en 1935[5].

## Pastiche
En 1993, l'artiste Russell Connor peint un portrait dans le style de Rembrandt montrant le maître hollandais, palette à la main, debout devant Le Cavalier polonais incomplet. Avec une touche d'ironie, Connor attribue le tableau à l'élève de Rembrandt Carel Fabritius et le propose au New Yorker avec une blague manuscrite disant que le tableau avait été trouvé dans un sous-sol à Pinsk, en Biélorussie. Le magazine publie une reproduction du tableau de Connor avec une version légèrement retravaillée de ses commentaires, évidemment sans intention de le faire passer pour authentique mais comme un commentaire sur le zèle de la Rembrandt Research Project, qui à l'époque remettait en cause l'authenticité du Cavalier polonais et de bien d'autres peintures anciennement connues comme de véritables toiles de Rembrandt,.